# Henryk Rzewuski
Henryk Rzewuski (né à Sławuta le 3 mai 1791 et mort à Chudniv, Volhynie, le 28 février 1866) est un romancier et journaliste polonais. Il a été le promoteur du roman historique à la Walter Scott en Pologne. 

## Biographie
Le comte Henryk Rzewuski était issu d'une riche famille de propriétaires terriens de l'Ukraine. Fils d'Adam Wawrzyniec Rzewuski, sénateur russe de Saint-Pétersbourg, il était aussi le frère de Karolina Sobańska, d'Ewelina Hańska (qui épousa Honoré de Balzac en 1850) et du général Adam Rzewuski.
Après avoir servi brièvement dans l'armée  en 1809, puis s'être prononcé en faveur d'un rapprochement russo-polonais, Rzewuski fait un voyage en Crimée avec le poète Adam Mickiewicz qu'il admire. Il se désintéresse très vite de la politique pour se consacrer à la littérature. Et il produit des romans dans le genre de Walter Scott. Puis il prend ses distances avec son modèle pour aboutir à une forme de littérature qui allait être un modèle pour les écrivains polonais : la gawęda, un mélange de littérature épique et de roman historique.

## Œuvres
- Pamiątki Soplicy (Les Mémoires de Soplica), 1839, 4 volumes ; réédité et commenté par Zygmunt Szweykowski, 1928 ; titre revu pour la censure : Les Mémoires d'un vieux noble lituanien, 1844-45.
- Zamek krakowski (Le Château de Cracovie), 1847-48
- Teofrast polski (variation polonaise de Théophrastus), 1851
- Adam Śmigielski, 1851
- Rycerz Lizdejko (Le Chevalier Lizdejko), 1852
- Zaporożec (Les Cosaques zaporogues), 1854
- Pamiętniki Bartłomieja Michałowskiego (Les Mémoires de Barthélemy), 1855—57
- Próbki historyczne (Quelques exemples historiques), 1868